# Sichuan-Langohr
Das Sichuan-Langohr (Plecotus ariel) ist eine wenig erforschte Fledermausart in der Gattung der Langohrfledermäuse (Plecotus). Es ist in der Region von Kangding in West-Sichuan endemisch.

## Merkmale
Das Sichuan-Langohr ähnelt dem Ward-Langohr (Plecotus wardi), seine Rückenbehaarung ist jedoch dunkler graubraun und das Bauchfell ist etwas heller. Die Größenangaben sind nur Holotypus, einem im Juni 1910 erlegten Weibchen, dokumentiert. Die Kopf-Rumpf-Länge beträgt 53 mm, die Schwanzlänge 57 mm, die Ohrenlänge 43 mm und die Unterarmlänge 44 mm. Die Länge der Rückenhaare beträgt ungefähr 9 mm und die der Bauchhaare 8 mm. Im Vergleich zu verwandten Arten ist das Fell von mittlerer Länge. Gesicht und Schnauze sind nahezu schwarz. Zusammen mit der Körpergröße ist das dunkle Fell das aussagekräftigste Merkmal, das diese Art von verwandten Arten unterscheidet. Die Flügel sind bemerkenswert groß. Mit einer Länge von 7,5 mm gehören die Daumen des Sichuan-Langohrs zu den längsten in der Gattung der Langohrfledermäuse. Die Flughaut, der Schwanz und die Füße sind nahezu unbehaart. Die bräunlichen Zehen sind wenig behaart und viel kräftiger als die des Ward-Langohrs. Der mittelgroße Schädel ist 17 mm lang und ähnelt dem des Ognev-Langohrs (Plecotus ognevi). Die Hirnschale ist geschwollen und der breite Fortsatz zwischen den Augenhöhlen weist keine Wölbung im Stirnbeinbereich auf. Die Paukenblase ist auffallend groß.

## Lebensraum und Lebensweise
Der Holotypus wurde in einer Baumschutzzone entdeckt. Über die Lebensweise der Art ist nichts bekannt.

## Systematik
Das Sichuan-Langohr wurde 1911 von Oldfield Thomas als eigenständige Art beschrieben. 1938 wurde es von Glover M. Allen als Unterart Plecotus auritus ariel des Braunen Langohrs klassifiziert. Während George Henry Hamilton Tate das Taxon 1942 erneut als Art anerkannte, betrachteten John R. Ellerman und Terence Charles Stuart Morrison-Scott die Gattung Plecotus als monospezifisch und klassifizierten das Sichuan-Langohr abermals als Unterart von Plecotus auritus. 2006 legten Friederike Spitzenberger und ihre Kollegen eine Revision der Langohrfledermäuse vor, in der 19 Taxa, einschließlich Plecotus ariel, als Arten anerkannt wurden.

## Status
Das Sichuan-Langohr wurde 2019 in die Rote Liste gefährdeter Arten der IUCN aufgenommen und in die Kategorie unzureichende Datenlage (data deficient) klassifiziert. Außer dem Holotypus sind keine weiteren Exemplare bekannt.